# Kung Fu (álbum)
Kung Fu es el título del décimo octavo álbum de estudio de la banda argentina de rock Pez y fue lanzado en el año 2019 en formato de vinilo (Con algunas excepciones en CD). Fue grabado en Flores en La Cocina de Beti entre noviembre de 2018 y febrero.
El trabajo se caracteriza por contener la última participación del teclista, corista y guitarrista rítmico Juan Ravioli tras su salida a fines de 2019.
Podemos encontrar una reversión de la canción "El Almaherida" que había sido publicada en el álbum de Flopa Manza Minimal con el mismo nombre, pero esta vez las voces son interpretadas por la cantante puertorriqueña Mimi Maura. También se encuentra la canción "La Joya" que ya había sido compuesta antes de la publicación de El manto eléctrico (2014).

## Contexto
El álbum cuenta con 13 pistas de las cuales todas fueron compuestas y escritas por el guitarrista y vocalista de la banda Ariel Sanzo. Muchas de ellas surgieron como respuesta acerca de las denuncias por abuso sexual que sufrieron los integrantes de la banda Ariel Sanzo, Gustavo Fósforo García y Franco Salvador en 2017 y transmiten un sentimiento de descarga de ira y a la vez reflexión y búsqueda de tranquilidad por parte de los músicos. "Amor" y "Odio" son palabras que destacan con claridad.

## Lista de Canciones
Todas las canciones fueron compuestas por Ariel Sanzo y sus letras escritas por el mismo.
```

```

| N.º   | Título             | Duración |  |
| 1.    | «Por Amor»         | 1:47     |  |
| 2.    | «Lluvia de Frente» | 2:42     |  |
| 3.    | «Desde el Odio»    | 3:54     |  |
| 4.    | «El Sheriff»       | 2:27     |  |
| 5.    | «Kung Fu»          | 4:04     |  |
| 6.    | «La Joya»          | 2:40     |  |
| 7.    | «El Almaherida»    | 2:30     |  |
| 19:57 |                    |          |  |

### Lado B
```

```

| N.º   | Título                             | Duración |  |
| 8.    | «El Arte Arcaico»                  | 2:27     |  |
| 9.    | «Los Amigos del Campeón»           | 3:31     |  |
| 10.   | «Contra los Fantasmas»             | 3:02     |  |
| 11.   | «El Puto Pulitzer»                 | 2:13     |  |
| 12.   | «Fuego Amigo»                      | 4:10     |  |
| 13.   | «¿Adónde vas a poner tu atención?» | 4:26     |  |
| 19:49 |                                    |          |  |

## Músicos

### Banda
- Ariel Sanzo: Voz principal, guitarra eléctrica líder y coros en 7
- Gustavo Fósforo García: Bajo eléctrico y coros
- Franco Salvador: Batería y Percusiones y coros
- Juan Ravioli: Guitarra eléctrica rítmica, órgano en 7 y coros

### Personal adicional
- Mimi Maura: Voz principal en 7